# Daniel Yáñez
Daniel Yáñez Barla (* 28. März 2007 in Cádiz) ist ein spanischer Fußballspieler, der bei Real Madrid unter Vertrag steht. Er wird meistens als Außenstürmer eingesetzt.

## Karriere

### Verein
Daniel Yáñez begann seine Laufbahn als Fußballspieler im Alter von sieben Jahren bei Sporting Playa Club, einem Verein aus seiner Geburtsstadt Cádiz. Im Sommer 2016 wechselte er zum FC Cádiz, wo er mit einjähriger Unterbrechung, 2017/18 lief er für ADJ Domingo Savio auf, bis 2019 verbleiben sollte. Im Alter von zwölf Jahren schloss sich Yáñez der Jugend von Real Madrid an, wo er zunächst im Kader der U13 (Infantil B) begann und fortan mehrere Nachwuchsmannschaften durchschritt, ehe er 2023 in die A-Jugend der Königlichen gelangte. In der UEFA Youth League erreichte er mit seiner Mannschaft 2023/24 das Viertelfinale und brachte es dabei auf sechs Einsätze und ein Tor. Am 20. Oktober 2024 bestritt er in einer Ligabegegnung der Primera Federación zwischen Real Madrid Castilla, der Zweitmannschaft des Klubs, und AD Alcorcón sein erstes Spiel im Erwachsenenbereich.
Nachdem der 17-jährige Daniel Yáñez bereits für ein Champions-League-Spiel gegen den FC Liverpool am 27. November 2024 von Trainer Carlo Ancelotti in den Profikader einberufen worden war, jedoch letztlich nicht zum Einsatz kam, debütierte er am 7. Dezember dieses Jahres in einem Meisterschaftsspiel gegen den FC Girona in der ersten Mannschaft von Real Madrid, als er in der 88. Minute für Arda Güler eingewechselt wurde.

### Nationalmannschaft
Daniel Yáñez, der 2021 und 2022 bereits mehrere Freundschaftsspiele für die spanischen U15- und U16-Nationalmannschaften bestritten hatte, war Teil des Aufgebots der Iberer bei der U17-WM 2023, bei der er mit seiner Landesauswahl das Viertelfinale erreichte, er selbst kam in allen fünf Spielen zum Einsatz. Im Mai 2024 nahm er mit Spanien an der Endrunde der U17-EM teil, schied jedoch bereits in der Gruppenphase aus. Im Oktober desselben Jahres debütierte er in einem Vierländerturnier in Portugal in der U18-Nationalmannschaft.